# 洞口之战
洞口之战是222年10月至223年1月發生在曹魏和孫吳之間的一場水上戰役。孫吳最終贏得這場戰役勝利。

## 背景
蜀帝刘备在夷陵之战被孙权的部队击败后，自麥城之戰以來有所緩和的曹魏和孫吳關係又有所惡化。
曹魏皇帝曹丕要求孫權派長子孙登前往曹魏首都洛阳作为人质。然而孙权拒绝了这个要求，后来孫權又向曹丕道歉，聲稱他的儿子还很小，健康状况不佳，无法出门在外。但曹丕依然要求孙登作为人质，這一要求被孫權再次拒绝了。
两国之间的外交关系持续恶化，最后曹丕决定进攻孙权。孙权派使节前往曹魏谈判，希望能維持和平，但曹魏拒絕。不久，孙权在222年11月宣布使用自己的年號黃武，不再使用曹魏的年號黃初。

## 战争

### 部署
222年10月下旬，曹丕下令曹休、张辽、镇东将军臧霸、豫州刺史贾逵率各州郡二十余军的兵力沿资江而下进军历阳洞浦，攻击洞口县；曹仁进攻濡須；曹真、夏侯尚、張郃和徐晃围攻南郡。作为回应，孙权让呂範指挥徐盛、偏将军全琮、孙韶等人率领五军的兵力抗击曹休，迁吕范为前将军；派遣诸葛瑾、潘璋和楊粲前去以解除曹魏對由朱然守衛的南郡的围困，而朱桓則去濡須防守以應對曹仁的進攻。

### 曹魏進攻
最初，曹魏军很快就穿透孫吳防線。此外，呂範的部队遭到暴风雨袭击，造成了严重损失，尽管曹休也因暴风雨而受阻。吕范有的军队被吹到敌岸之上，曹休、张辽、臧霸、兖州刺史王凌等乘机进攻，吕范军战死及溺死者有数千人。吕范与曹休交战的时候，孙权的弟弟定武中郎将孙仁违反军令私自把吕范的军需物资烧毁了，因此吕范无法重整军力，于是撤回江南，把孙仁交给孙权处置。孙权听到张辽也參與進攻，頓時感到害怕，孫權对他的下属说：“雖然张辽已經生病，但無可阻擋。 大家要小心！”后来张辽和其他曹魏将军击败了呂範。此後曹休、张辽和臧霸在洞口與呂範、徐盛、全琮和孫韶等人對峙。张辽在江都病逝。
223年初，曹休命令臧霸以轻船五百、敢死之士万人乘勝追擊吳軍，进攻徐陵郡，烧攻城车，杀获数千人，吴将贺齐最后到达战场支援，所以没有遭到任何损失，吴军残余军力依赖贺齐这支军力才得以维持战线，曹休等人对贺齐的军备仪容、艦隊規模非常忌惮，加上無法以戰艦渡江擊敗徐盛，於是主動退兵。徐盛和全琮收拾残兵众部，召集余下的士兵进行反击，臧霸麾下的青徐州将军尹礼被全琮与徐盛枭首，同时被杀获几百人。

### 曹魏撤退
由於魏軍無法渡江，孫吳增援部队到达，呂範、徐盛和孫韶阻止了曹魏的進一步進攻，且曹魏也無法突破南郡。最终，洞口的曹休以及曹魏军均主動撤退，回到了曹魏都城洛阳。

## 后果
洞口之戰，吳軍損失一萬人、戰艦千萬。曹魏失利後，孙权趁机於223年夏天发动反擊，成功佔領了蘄春。孙权成功抵擋魏国侵略，與曹魏徹底決裂，並最終於229年稱帝。
而孙仁因在洞口之戰中的作戰失誤，被開除出孫氏宗族，並更名为丁朗，且不再允許他帶兵。
王凌因功封宜城亭侯，加建武将军。

## 參戰人員
| - 征東大將軍 曹休 - 軍師 趙儼 - 前將軍 張遼 - 鎮東將軍 臧霸 - † 尹禮 - 兖州刺史 王凌 | - 前將軍 呂範 - 安東將軍 賀齊 - 建武將軍 徐盛 - 揚威將軍 孫韶 - 偏將軍 全琮 - 孫朗 - 參軍校尉吾粲 - 黃淵 |

## 三國演義
在三国演义中，曹魏将军張遼在保卫曹丕免受孫吴将军丁奉袭击而被丁奉射中腰部。战斗结束后不久，張遼就因箭伤而死。曹丕为张辽举行了隆重的葬礼。洞口之战的过程也被略写为“曹休被吕范杀败”。
史實
222年，即使張遼生病了，他仍参加了洞口之戰。当孙权听说张辽也參戰時，警告他的手下要小心。张辽和其他曹魏將領曾击败了孫吴將領呂範。但是，张辽的病情逐漸恶化了，并于当年晚些时候在江都去世。

## 流行文化
在Koei的真·三國無雙系列的真·三國無雙6中涉及洞口之戰。洞口之戰是孫吳故事模式的最后一个阶段，當玩家使用孙权的時候張遼會被孫權殺死。